# Моћне девојчице
Моћне девојчице (енгл. The Powerpuff Girls) америчка је суперхеројска анимирана телевизијска серија творца Крејга Макракена и продукције Hanna-Barbera (касније Cartoon Network Studios) за Cartoon Network. Емисија се фокусира на Блосом, Баблс и Батеркап, три девојчице у обдаништанском узрасту са супермоћима. Све девојчице живе у измишљеном граду Таунсвилу са својим оцем и творцем, научником по имену професор Утонијум, а градоначелник града их често позива да помогну у борби против криминалаца у близини и других непријатеља користећи своје моћи.
Макракен је емисију првобитно развио 1992. године као кратки цртани филм под насловом Whoopass Stew! док је био у другој години Калифорнијског института уметности. Након промене имена, Cartoon Network је 1995. и 1996. године представио прве пилоте Моћних девојчица у свом програму анимације World Premiere Toons. Серија је службено дебитовала 18. новембра 1998. као Cartoon Cartoon, а последња епизода приказана је је 25. марта 2005. године. Укупно је приказано 78 епизода, два кратка филма, божићни специјал, дугометражни филм, специјал поводом десете годишњице и посебна епизода која користи CGI технологију. Разни спин-оф медији укључују аниме, три саундтрек CD-а, кућну видео-колекцију, стрипове, серију видео-игара, рибут серију из 2016. године, као и разне лиценциране производе. Серија је током свог приказивања била номинована за шест награда Еми за ударне термине, девет награда Еми и Kids' Choice Award.
Српску синхронизацију серије је 2021. године радио студио Gold Diginet и њена премијера се очекује на стриминг услузи HBO Go.

## Радња
Емисија се врти око авантура три девојчице у обданишту са низом различитих велесила: Блосом (ружичаста), Баблс (плава) и Батеркап (зелена). Радња епизоде је обично нека шаљива варијација стандардних емисија о суперхеројима и токусацуу, где девојчице користе своје моћи да одбране свој град од зликоваца и џиновских чудовишта. Поред тога, девојчице морају да се носе са уобичајеним проблемима са којима се суочавају мала деца, као што су ривалство сестара, испадање зуба, лична хигијена, одлазак у школу, мокрење у кревету или зависност од покривача. Епизоде често садрже скривене референце на старију поп културу (нарочито приметно у епизоди „Meet the Beat Alls”, која је омаж музичкој групи The Beatles). Цртани увек покушава да задржи различите идеје у свакој епизоди, додајући неке мале почасте и пародије.
Емисија је смештена углавном у град Таунсвил. Таунсвил је приказан као главни амерички град, са градским пејзажом који се састоји од неколико главних небодера. У својој рецензији филма Моћне девојчице: Филм, филмски критичар Боб Лонџино из новина The Atlanta Journal-Constitution рекао је, „замршени цртежи избијају из футуристичког пица из 1950-их попут пејзажа Дејвида Хокнија”, и да је емисија „једна од ретких америчких креација која је и весела поп култура и изврсна висока уметност”.

## Епизоде
| Сезона | Сезона    | Епизоде | Епизоде | Оригинално емитовање | Оригинално емитовање |
| Сезона | Сезона    | Епизоде | Епизоде | Премијера            | Финале               |
| ------ | --------- | ------- | ------- | -------------------- | -------------------- |
|        | 1.        | 13      | 13      | 18. новембар 1998.   | 27. мај 1999.        |
|        | 2.        | 13      | 13      | 25. јун 1999.        | 30. јун 2000.        |
|        | 3.        | 13      | 13      | 28. јул 2000.        | 6. април 2001.       |
|        | 4.        | 12      | 12      | 14. април 2001.      | 13. децембар 2002.   |
|        | 5.        | 12      | 12      | 5. септембар 2003.   | 9. април 2004.       |
|        | 6.        | 15      | 15      | 16. април 2004.      | 25. март 2005.       |
|        | Специјали | 3       | 3       | 12. децембар 2003.   | 20. јануар 2014.     |

## Ликови
Као што је приказано у уводној секвенци сваке епизоде, Моћне девојчице Блосом, Баблс и Батеркап створио је професор Утонијум у покушају да створи „савршену девојчицу” користећи мешавину „шећера, зачина и свега лепог”. Међутим, случајно је у смешу просуо мистериозну супстанцу звану „хемијски икс”, створивши три девојчице и доделио свим трима супермоћи, укључујући лет, надљудску снагу, надљудску брзину, надљудска чула, блиску нерањивост, рентгенски вид, вид црвене топлоте, пројекција енергије, преживљавање свемира и топлотни отпор. У оригиналном пилоту, случајна супстанца је била конзерва „вепеса”, која је у приказаној верзији замењена са „хемијски икс”.
Све три девојчице имају главе овалног облика, необично велике очи инспирисане уметношћу Маргарет Кин, равна стопала и здепасте руке и ноге, и недостатак носа, ушију, прстију на ногама и врату. Макракен је више волео да изгледају анимираније, а не „реалистично”, што значи да је потребно мање делова тела. Блосом, Баблс и Батеркап обично носе хаљине које одговарају црним пругама бојама њихових очију, као и беле хилахопке и црне Мери Џејн. Завршна тема цртаћа даје укратко опис личности три Моћне девојчице: Блосом, заповедница и вођа. Баблс, радосна и насмејана. Батеркап, најтежи борац.
- Блосом (оригинални глас позајмљује Кети Кавадини) је самопроглашена вођа Моћних девојчица. Њен састојак личности је „све лепо”, њена боја је ружичаста и има дугу црвено-наранџасту косу са црвеним луком.[16] Названа је по томе што је с професором разговарала слободно и искрено убрзо након њеног стварања, као што је приказано у филму Моћне девојчице: Филм. Често се на њу гледа као на најодговорнијег, најкомпонованијег члана групе, такође снажну и одлучну. Њене јединствене способности укључују ледени дах, микроскопски вид, муње и напредну интелигенцију; она је такође изузетан вођа, главни стратег и спретан планер.
- Баблс (оригинални глас позајмљује Тара Стронг) је „најмекша и најслађа“ од све три.[16] Њена боја је плава, састојак личности је „шећер” и има плаву косу у кикама. Баблс доживљавају као љубазну и врло слатку, али она је такође способна за екстремни бес и може се борити против чудовишта једнако добро као и њене сестре. Њена најбоља пријатељица је плишана лутка од хоботнице коју назива „Окти”, а воли и животиње. Показује способност разумевања више језика и комуникације са разним животињама; њене јединствене моћи пројектују снажне звучне крикове и стварају ударни талас грома једним пљеском из руку.
- Батеркап (оригинални глас позајмљује Елизабет Дајли) је описана као „жилава мушкарача усијане главе”.[16] Њен састојак личности је „зачин”, њена боја је зелена, а има кратку црну косу у флипу. Воли да се прља, бори се жестоко и игра грубо; она не планира и све је у акцији.[16] Њене јединствене моћи су увијање језика, вртење у торнадо и стварање ватрене кугле трљајући руке док не изађе дим који ствара пламену куглу коју баца на противника. Макракен је првобитно желео да именује лика „Бад” све док му пријатељ није предложио име Батеркап.[17]

## Продукција
Током прве године на програму анимације ликова Калифорнијског института уметности, Крејг Макракен створио је серију кратких цртаних филмова базирани на лику под називом „Безвратни Џо”. In June 1991, he created a drawing of three girls with large eyes, inspired visually by the 'waif' paintings of Margaret Keane, У јуну 1991. године, створио је цртеж три девојчице са великим очима, визуелно инспирисане сликама Маргарет Кин, на малом листу наранџастог грађевинског папира као дизајн рођенданске честитке за свог брата. Следеће године укључио је три девојчице као главне ликове свог кратког филма Whoopass Stew! The Whoopass Girls in: A Sticky Situation. У почетку је Макракен желео да анимира сва четири кратка филма Whoopass Girls, али је продуцирана само једна. Макракенови кратки филмови одабрани су 1994. године за приказ на Spike and Mike's Sick and Twisted Festival of Animation-у.
Док је 1992. године радио серији Два глупа пса, Макракенов кратки филм Whoopass Girls је за серију изабрао Cartoon Network. Име Whoopass одбачено је ради укључивања као део филма What a Cartoon!. Макракенје објаснио да руководиоци Cartoon Network-а верују да нико неће правити дечје играчке у којима стоји реч „ass”. Наслов је промењен у Моћне девојчице, име „Whoopass” је Крејг Макракен променио у „Powerpuff”, а „can of whoopass” је преименован у „Chemical X”. Макракенов нови кратки филм под насловом „The Powerpuff Girls in: Meat Fuzzy Lumpkins” приказан је 20. фебруара 1995. године у склопу World Premiere Toon-In-а. Кратки филм није био толико популаран као Декстерова лабораторија, пројекат Макракена и бившег колеге из школе Џендија Тартаковског (који је такође режирао многе епизоде серије Моћне девојчице) који су радили заједно; као најпопуларнији од кратких филмова, Декстерова лабораторија је први за који је мрежа дала зелено светло. Извршни директор Cartoon Network-а Мајк Лацо (који је касније био извршни продуцент пете сезоне серије Самурај Џек Williams Street-а) почетком 1996. године дозволио је Макракену да продуцира нови кратки филм серије Моћне девојчице под називом „Crime 101”, који се приказао у серији What a Cartoon!. Најављивач Арни Андерсон АBC-ја, који је испричао пилот епизоде и умро од рака 1997, заменио је Том Кени када је постала серија.
Серија Моћне девојчице представљена је 18. новембра 1998. године и била је најбоље оцењена премијера у историји Cartoon Network-а у то време. Током свог приказивања, серија је непрекидно постизала највише рејтинге за оригиналну серију сваке недеље за мрежу у широком спектру демографских категорија—од мале деце до одраслих. У октобру 2000. године, Cartoon Network заслужио је серију за победу у главном термину од петка увече међу кабловским мрежама. До краја 2000. године, роба заснована на серији обухватала је читав низ производа, укључујући мајице, играчке, видео-игре, кутије за ручак и посуђе. Поводом успеха емисије, Крејг Макракен је изјавио, „Мислио сам да ће се наћи на Cartoon Network-у и да ће је гледати деца са факултета и да ће бити неколико случајних мајица тамо на рејв сцени или у продавницама плоча. Али нисам имао идеја да би то узело маха у овој мери”. Године 2001, након четврте сезоне серије, затварања Hanna-Barbera Productions-а и смрти извршног директора Вилијама Хане, Макракен је напустио серију како би се усредсредио на своју нову анимирану серију, Дом за измишљене пријатеље госпође Фостер, остављајући Криса Савина да заузме његово место док је продукција серије Моћне девојчице премештена је у Cartoon Network Studios. Последња оригинална епизода емисије била је 25. марта 2005; укупно је направљено шест сезона. Cartoon Network је понудио Макракену и Савину седму сезону серије, али веровали су да је шест било довољно и да је серија кренула својим током. Већина људи који су радили на новим сезонама радили су и на 3. и 4. сезони серије Декстерова лабораторија, али су били и други нови чланови екипе, попут Туропа ван Ормана, који је затим 2008. године створио серију Чудесне незгоде Флипџека.
Све оригиналне епизоде су ручно цртане и продуциране у Rough Draft Studios-у у у Јужној Кореји, изузев кратких филмова за What a Cartoon!, при чему је прва анимирана у Animal House-у у Јапану, а друга у Fil Cartoons-у на Филипинима. Џејмс Венабл, Томас Чејс и Стивен Ракер компоновали су уводну тему серије, а шкотски бенд Bis извео је завршну тему песме, свирану током заслуга. У уводној теми је коришћен убрзани узорак бубња за „Funky Drummer” у извођењу Клајда Стаблфилда.

### Специјал десете годишњице
У августу 2008. године, Макракен је на свом налогу на DeviantArt-у, како је најављено у Comic Con-у те године, открио да ради са Cartoon Network-ом на новом полусатном специјалу серије Моћне девојчице за прославу десете годишњице серије. Специјал под називом „The Powerpuff Girls Rule!!!” приказан је 29. новембра 2008. на паневропском Cartoon Network-у, на Рођенданском маратону Моћних девојчица и 19. јануара 2009. године у Сједињеним Државама, као део 10. годишњице маратона. За разлику од претходних епизода у серији, годишњица је анимирана помоћу Adobe Flash-а у Cartoon Network Studios-у. Првобитно идеја за 4. сезону, специјал је требало да буде последња епизода серије, али Cartoon Network је у то време био против отвореног окончања њихове серије. У марту 2012. године, серија се вратила на Cartoon Network у репризама оживљеног блока, Cartoon Planet.

### Специјал из 2014.
Дана 28. јануара 2013, најављен је нови CGI специјал Powerpuff Girls: Dance Pantsed за премијеру те године, мада је касније одложен до 20. јануара 2014. године. Бивши Beatle Ринго Стар промовисао је специјал на Cartoon Network-у певајући нову оригиналну песму „I Wish I Was a Powerpuff Girl” са прегледима који су водили до приказивања. Ринго је такође у епизоди изразио новог лика по имену Фибоначијев низ. Специјал је режирао Дејв Смит, који је у прошлости режирао епизоде за серију, а приказивали су оригиналне чланове глумачке екипе који су понављали своје улоге. Овај специјал серије Моћне девојчице означио је први пут да творац серије Крејг Макракен није имао доприноса. Заплет епизоде наводи Моџо Џоџоа да отме Фибоначија, заједно са оперским певачем и јазавцем. Девојке их све спасавају, а Моћне девојчице још једном поражавају Моџоа. Не одвраћајући, он затим измишља злу видео игру названу „Dance Pants R-EVILution” (пародија на видео-игру Dance Dance Revolution) да би преузео Таунсвил. Common Sense Media доделио је специјалу 3/5 звездице наводећи „укусно ажурирање оригиналног стила анимације”, међутим препоручује га старијој деци око 7 година. GON (Geeked Out Nation) доделио је емисији оцену B и описао је као „...добар специјал са повратком ликова са којима смо многи од нас одрасли”, док су рекли да специјал има мало мана. Den of Geek је специјалу дао оцену 2.5 од 5, рекавши: „Рибуту Моћних потребна су та весла да би га покренула. Желим још. Али желим боље.”

## Пријем

### Пријем критичара
У недељном прегледу Entertainment Weekly-ја 2000. године, Марк Бернардин је похвалио емисију њеним „спот-он поп-културом” и „неупоредивим осећајем забаве”, пружајући јој топлу добродошлицу из ранијих „хромих” цртаћа о суперхеројима са којима је одрастао. Питер Маркс из The New York Times-а приметио је да емисија користи одрасли хумор и референце за поп културу, проглашавајући је „врстом разигране сатире која гледаоцима од 37 може привући колико и седам година”. Џоли Херман из Common Sense Media-е описала је емисију као „слатку, високо стилизовану серију која одушевљава чула својим чудним ликовима, смешним ситуацијама и пуно ниског хумора”. Наставила је, међутим, да емисија зачас пређе из невине у насилну и да нема много заштите младих гледалаца од насилних призвука. Роберт Лојд из LA Times рекао је да би серија могла бити „трансгресивна” заснована на мало насиља, али „такође слатка”. TV Guide изабрао је Моћне девојчице за 13. место на листи 50 најбољих ликова из цртаћа свих времена.
IGN је серију рангирао на 18. место на списку 25 најбољих приматимених анимираних серија свих времена 2006. године. Delta Express је промовисао серију тако што је авион Боинг 737-232 офарбан специјалном ливрејом са ликовима Блосом, Баблс и Батеркап на спољној страни. Почетни лет авиона одржан је 17. јула 2000. године на међународном аеродрому Логан у Бостону. Године 2002. авион је пребојан другом темом серије Моћне девојчице за промоцију филма Моћне девојчице: Филм. Серија Моћне девојчице освојила је две награде Еми за ударне термине, две награде Ени, а укључујући те четири победе, номинована је укупно шеснаест пута за разне награде. 

### Награде и номинације
| Година | Награда                       | Категорија                                                                                | Номинован(и)                                                                                                | Резултат   |
| ------ | ----------------------------- | ----------------------------------------------------------------------------------------- | --- | ---------- |
| 1999.  | Награда Ени                   | Најбоље појединачно достигнуће за дизајн продукције у анимираној телевизијској продукцији | Крејг Келамн (за „”)                                                                                        | Номинација |
| 1999.  | Награда Ени                   | Најбоље појединачно достигнуће за режирање у анимираној телевизијској продукцији          | John McIntyre (for "Mommie Fearest")                                                                        | Номинација |
| 1999.  | Награда Ени                   | Најбоље појединачно достигнуће за гласовну глуму у анимираној телевизијској продукцији    | Тара Стронг (као Баблс)                                                                                     | Номинација |
| 1999.  | Награда Еми за ударне термине | Најбоље достигнуће у анимацији                                                            | Крејг Макракен, Џон Макинтајр, Ејми Китинг Роџерс, Џејсон Батлер Роут и Џенди Тартаковски (за „”)           | Номинација |
| 2000.  | Награда Ени                   | Најбоље појединачно достигнуће за писање у анимираној телевизијској продукцији            | Крис Савино (за „”)                                                                                         | Номинација |
| 2000.  | Награда Еми за ударне термине | Најбоље појединачно достугнуће у анимацији                                                | Дон Шанк (за „”)                                                                                            | Освојено   |
| 2000.  | Награда Еми за ударне термине | Најбољи анимирани програм (за програмирање једног сата или мање)                          | Роберт Алварез, Крејг Макракен, Џон Макентајт, Ранди Мајерс, Ејми Китинг Роџерс и Џенди Тартаковски (за „”) | Номинација |
| 2001.  | Награда Ени                   | Најбоље појединачно достигнуће за музику анимиране телевизијске продукције                | Џејмс Венабл, Томас Чејс и Стив Ракер (за „”)                                                               | Освојено   |
| 2001.  | Награда Ени                   | Најбоље појединачно достигнуће за дизајн продукције у анимираној телевизијској продукцији | Дон Шанк | Освојено   |
| 2001.  | Награда Еми за ударне термине | Најбољи анимирани програм (за програмирање једног сата или мање)                          | Роберт Алварез, Лорен Фост, Крејг Макракен, Џон Макентајер, Ејми Роџерс и Џенди Тартаковски(за „”)          | Номинација |
| 2001.  |                               | Најбољи цртани                                                                            | Моћне девојчице                                                                                             | Номинација |
| 2002.  | Награда Ени                   | Најбољи дизајн ликова у анимираној телевизијској продукцији                               | Пол Рудиш (за „”)                                                                                           | Номинација |
| 2003.  | Награда Ени                   | Најбољи дизајн ликова у анимираној телевизијској продукцији                               | Енди Бјалк (за „”)                                                                                          | Номинација |
| 2004.  | Награда Ени                   | Дизајн ликова у анимираној телевизијској продукцији                                       | Крис Рекарди (за „”)                                                                                        | Номинација |
| 2004.  | Награда Еми за ударне термине | Најбољи анимирани програм (за програмирање једног сата или мање)                          | Роберт Алварез, Лорен Фост, итд. (за „”)                                                                    | Номинација |
| 2005.  | Награда Еми за ударне термине | Најбоље појединачно достигнуће у анимацији                                                | Франк Гарднер (за „”)                                                                                       | Освојено   |